# Ангелина Маркус
Ангелина Шуплиноска, по мъж Маркус (на македонска литературна норма: Ангелина Маркус), е северномакедонска учителка, писателка, македонистка и псевдоисторичка.

## Биография
Родена е в 1932 година в село Тополчани, Прилепско, тогава в Кралство Югославия, днес в Северна Македония. Основно образование завършва в родното си село, а гимназия - в Прилеп. След това завършва Философския факултет на Скопския университет. До пенсионирането си в 1990 година работи като учителка в много гимназии в Социалистическа република Македония. Още в студентските си години започва да се занимава с писане. Авторка е на много псевдоисторически изследвания за историята на Македония, заставащи на македонистки позиции и посветени на антична и средновековна история на Македония.
В интервю, озаглавено „Корените на света са в Македония“ Ангелина Маркус заявява:
| „ | Теорията, че славяните са се заселили на Балканите е само теория, измислица. На практика светът започва да се смее на цялата идея за славянството. Фактът е, че поляците, чехите, словаците, руснаците и т.н. започват да си дават сметка, че „славянската култура“ е с корени в Македония и се простира от Македония чак до Сибир. Днес хората започват да признават, че тяханат писменост, тяхната църква, техните стенописи, техните песни и така нататък имат корени в Македония. Защо? Отговорът е прост: там също са живели македонци. Защо иначе македонски учители ще ходят на таква отдалечени места ако не за да учат хора, които са със същия дух и имат същата култура? Затова дори и днес ние се разбираме помежду си, били то сърби, хървати, българи, руснаци, украинци, чехи, поляци и прочее. Македонсият език и македонската култура са се разпространили от дъното на Балканите до Владивосток и края на Русия. ... Когато се говори за миналото на Македония, аз преди всичко си мисля за македонските царе Филип и Александър, за апостолите, църквите и учителите. Някои днес казват, че всичко това в българско. Как българско? Нито българите, нито дори другите около нас са съществували по това време. Съществувала е само една цивилизация и тя е македонската. | “ |

## Творчество
- Ксантика - древно македонско празнување, 2010 г.
- Кумството во црквата Св. Недела во с. Смилковци, 2009 г.
- Персеј, 2009 г.
- Алкомена, древен град во Пелагонија, тврдина на македонските кралеви, 2008 г.
- Аристотел Македонецот, 2007 г.
- Беше и си биле... Приказни за Македон и Македонците, 2006 г.
- Исхраната на древните Македонци, 2006 г.
- Филип II Македонецот, 2005 г.
- Македонска древна медицина, 2005 г.
- Македонските древни театри, 2005 г.
- Тополчани во срцето на Пелагонија, 2005 г.
- Македонија на Македонците, 2004 г.
- Македонски древни вредности II, 2003 г.
- Поеми за Македонските цареви, 2003 г.
- Македонски древни вредности, 2001 г.
- По трагите на славните Македонци, 1998 г.